# Tommaso Rocchi
Tommaso Rocchi (* 19. September 1977 in Venedig) ist ein ehemaliger italienischer Fußballspieler, der auf der Position des Mittelstürmers spielte.

## Karriere

### Im Verein
Tommaso Rocchi begann seine Karriere in der Saison 1995/96 bei Juventus Turin, wo er jedoch nie zum Einsatz kam, weshalb er nach nur einer Saison zu Pro Patria in die Serie C2 wechselte. Dort spielte er regelmäßig und wechselte am Ende der Spielzeit zur US Fermana in die Serie C1. Nach nur drei Monaten ging der Stürmer zum Ligakonkurrenten FBC Saronno, wo er 1997/98 Stammspieler war.
Von 1998 bis 2001 stand Tommaso Rocchi bei Como Calcio unter Vertrag. Durch seine guten Leistungen und seine Tore konnte er sich für den Serie-B-Verein FBC Treviso empfehlen. Zur Saison 2001/02 wechselte Rocchi zum FC Empoli in die Serie B. Mit dem toskanischen Klub schaffte er auf Anhieb den Aufstieg in die Serie A, wo er in den folgenden beiden Spielzeiten den endgültigen Durchbruch schaffte.
Nach dem Abstieg des FC Empoli in die Serie B wechselte Rocchi im Sommer 2004 zu Lazio Rom, wo er bis Januar 2013 unter Vertrag stand und mit Spielern wie Paolo Di Canio, Goran Pandev oder Mauro Zárate erfolgreiche Sturmduos bildete. Bei Lazio gehört Rocchi zu den erfolgreichsten Torschützen der Klubgeschichte, am 30. Oktober 2011 erzielte er gegen Cagliari Calcio sein 100. Pflichtspieltor für die Römer. 
Rocchi war außerdem einige Spielzeiten Mannschaftskapitän von Lazio und schaffte während seiner Zeit bei den Römern den Sprung in die italienische Nationalmannschaft. 
In seinen letzten Jahren bei Lazio machten Rocchi aber diverse Verletzungen zu schaffen: In der Spielzeit 2008/09 verpasste er zum Beispiel den kompletten Saisonstart, in der Saison 2010/11 musste er aufgrund von Knieproblemen mehrere Monate pausieren. In der ersten Hälfte der Saison 2012/13 war Rocchi nur noch Ergänzungsspieler bei den Römern und brachte es auf lediglich drei Einsätze.
Im Januar 2013 schloss er sich Inter Mailand an. Am 7. April 2013 erzielte er gegen Atalanta Bergamo seinen ersten Treffer für die Mailänder. Gleichzeitig handelte es sich dabei um sein 100. Tor in der Serie A. Inter Mailand verlängerte seinen Vertrag, der mit Saisonende auslief, jedoch nicht und nachdem sich Rocchi einige Zeit auf Vereinssuche befunden hatte, unterzeichnete er beim Serie-B-Club Calcio Padova einen Vertrag bis Juni 2014. Nach einer Saison bei Padova ließ Rocchi seine Karriere in Ungarn ausklingen, wo er für Haladás Szombathely und den FC Tatabánya spielte. Er beendete 2016 seine Karriere.

### In der Nationalmannschaft
Tommaso Rocchi absolvierte zwischen 1995 und 1996 insgesamt 15 Junioren-Länderspiele für Italien und erzielte dabei sieben Treffer.
Am 16. August 2006 gab er gegen Kroatien unter Roberto Donadoni sein Länderspieldebüt. Bisher absolvierte Rocchi drei Spiele für die italienische A-Nationalmannschaft.
Mit der Olympiaauswahl Italiens nahm Rocchi an den Olympischen Sommerspielen 2008 in Peking teil. Der Stürmer absolvierte eine Partie, erzielte ein Tor und schied mit seiner Mannschaft im Viertelfinale gegen Belgien aus.

## Erfolge
- Italienischer Pokalsieger: 2008/09
- Italienischer Supercupsieger: 2009